# Zápas na Letních olympijských hrách 2016 – ženy, volný styl do 63 kg
Zápasy ve volném stylu na Letních olympijských hrách v Riu v kategorii středních vah žen proběhly v hale Carioca Arena 2 v přilehlé části Ria de Janeira v Barra da Tijuca 18. srpna 2016.

## Finále
| finále            |                 |
| ----------------- | --------------- |
| Marija Mamašuková | Risako Kawaiová |
| Risako Kawaiová   | Risako Kawaiová |

## Opravy / O bronz
Do oprav se dostaly volnostylařky, které během turnaje v pavouku prohrály svůj zápas s jednou ze dvou finalistek.
| opravy    | opravy                  | o bronz                |                        |
| --------- | ----------------------- | ---------------------- | ---------------------- |
| volný los | Jekatěrina Larionovová  | Jekatěrina Larionovová | Jekatěrina Larionovová |
| volný los | Jekatěrina Larionovová  | Jekatěrina Larionovová | Jekatěrina Larionovová |
|           | Henna Johanssonová      | Jekatěrina Larionovová | Jekatěrina Larionovová |
|           |                         | Jelena Pirožkovová     | Jekatěrina Larionovová |
| volný los | Monika Michaliková      | Monika Michaliková     | Monika Michaliková     |
| volný los | Monika Michaliková      | Monika Michaliková     | Monika Michaliková     |
|           | Anastasija Grigorjevová | Monika Michaliková     | Monika Michaliková     |
|           |                         | Inna Tražukovová       | Monika Michaliková     |

## Pavouk
|   | 1/32                | 1/16                    | čtvrtfinále             | semifinále         | finále            |
| - | ------------------- | ----------------------- | ----------------------- | ------------------ | ----------------- |
| A | volný los           | Soronzonboldyn Batceceg | Soronzonboldyn Batceceg | Jelena Pirožkovová | Marija Mamašuková |
| A | volný los           | Soronzonboldyn Batceceg | Soronzonboldyn Batceceg | Jelena Pirožkovová | Marija Mamašuková |
| A | volný los           | Blessing Oborududuová   | Soronzonboldyn Batceceg | Jelena Pirožkovová | Marija Mamašuková |
| A | volný los           | Blessing Oborududuová   | Soronzonboldyn Batceceg | Jelena Pirožkovová | Marija Mamašuková |
| A | volný los           | Jelena Pirožkovová      | Jelena Pirožkovová      | Jelena Pirožkovová | Marija Mamašuková |
| A | volný los           | Jelena Pirožkovová      | Jelena Pirožkovová      | Jelena Pirožkovová | Marija Mamašuková |
| A | volný los           | Tajbe Jusejnová         | Jelena Pirožkovová      | Jelena Pirožkovová | Marija Mamašuková |
| A | volný los           | Tajbe Jusejnová         | Jelena Pirožkovová      | Jelena Pirožkovová | Marija Mamašuková |
| B | volný los           | Jekatěrina Larionovová  | Marija Mamašuková       | Marija Mamašuková  | Marija Mamašuková |
| B | volný los           | Jekatěrina Larionovová  | Marija Mamašuková       | Marija Mamašuková  | Marija Mamašuková |
| B | volný los           | Marija Mamašuková       | Marija Mamašuková       | Marija Mamašuková  | Marija Mamašuková |
| B | volný los           | Marija Mamašuková       | Marija Mamašuková       | Marija Mamašuková  | Marija Mamašuková |
| B | volný los           | Henna Johanssonová      | Henna Johanssonová      | Marija Mamašuková  | Marija Mamašuková |
| B | volný los           | Henna Johanssonová      | Henna Johanssonová      | Marija Mamašuková  | Marija Mamašuková |
| B | volný los           | Adéla Hanzlíčková       | Henna Johanssonová      | Marija Mamašuková  | Marija Mamašuková |
| B | volný los           | Adéla Hanzlíčková       | Henna Johanssonová      | Marija Mamašuková  | Marija Mamašuková |
| C | volný los           | Risako Kawaiová         | Risako Kawaiová         | Risako Kawaiová    | Risako Kawaiová   |
| C | volný los           | Risako Kawaiová         | Risako Kawaiová         | Risako Kawaiová    | Risako Kawaiová   |
| C | volný los           | Monika Michaliková      | Risako Kawaiová         | Risako Kawaiová    | Risako Kawaiová   |
| C | volný los           | Monika Michaliková      | Risako Kawaiová         | Risako Kawaiová    | Risako Kawaiová   |
| C | volný los           | Hela Riabiová           | Anastasija Grigorjevová | Risako Kawaiová    | Risako Kawaiová   |
| C | volný los           | Hela Riabiová           | Anastasija Grigorjevová | Risako Kawaiová    | Risako Kawaiová   |
| C | volný los           | Anastasija Grigorjevová | Anastasija Grigorjevová | Risako Kawaiová    | Risako Kawaiová   |
| C | volný los           | Anastasija Grigorjevová | Anastasija Grigorjevová | Risako Kawaiová    | Risako Kawaiová   |
| D | volný los           | Sü Žuej                 | Sü Žuej                 | Inna Tražukovová   | Risako Kawaiová   |
| D | volný los           | Sü Žuej                 | Sü Žuej                 | Inna Tražukovová   | Risako Kawaiová   |
| D | Julija Tkačová      | Julija Tkačová          | Sü Žuej                 | Inna Tražukovová   | Risako Kawaiová   |
| D | Danielle Lappageová | Julija Tkačová          | Sü Žuej                 | Inna Tražukovová   | Risako Kawaiová   |
| D | Inna Tražukovová    | Inna Tražukovová        | Inna Tražukovová        | Inna Tražukovová   | Risako Kawaiová   |
| D | Marianna Sastinová  | Inna Tražukovová        | Inna Tražukovová        | Inna Tražukovová   | Risako Kawaiová   |
| D | Laís Nunesová       | Hafize Şahinová         | Inna Tražukovová        | Inna Tražukovová   | Risako Kawaiová   |
| D | Hafize Şahinová     | Hafize Şahinová         | Inna Tražukovová        | Inna Tražukovová   | Risako Kawaiová   |